# Gran Premio Industria Commercio Artigianato Carnaghese 2010
Il Gran Premio Industria Commercio Artigianato Carnaghese 2010, trentanovesima edizione della corsa e valida come evento dell'UCI Europe Tour 2010 categoria 1.1, si svolse l'8 agosto 2010 su un percorso di 200 km. Fu vinta dall'italiano Ivan Basso che terminò la gara in 4h46'37", alla media di 38,246 km/h.
Partenza con 130 ciclisti, dei quali 31 portarono a termine il percorso.

## Ordine d'arrivo (Top 10)
| Pos. | Corridore          | Squadra        | Tempo    |
| ---- | ------------------ | -------------- | -------- |
| 1    | Ivan Basso         | Liquigas-Doimo | 4h46'37" |
| 2    | Giairo Ermeti      | De Rosa        | a 14"    |
| 3    | Daniele Colli      | Cer. Flaminia  | a 21"    |
| 4    | Jure Kocjan        | Carmiooro      | s.t.     |
| 5    | Roberto Ferrari    | De Rosa        | s.t.     |
| 6    | Francesco Ginanni  | Androni Gioc.  | s.t.     |
| 7    | Francesco Bellotti | Liquigas-Doimo | s.t.     |
| 8    | Daniele Callegarin | CDC-Cavaliere  | s.t.     |
| 9    | Blaž Jarc          | Adria Mobil    | s.t.     |
| 10   | Francesco Failli   | Acqua & Sap.   | s.t.     |